# De pantoffels
De pantoffels is een schilderij van de Nederlandse kunstschilder Samuel van Hoogstraten, geschilderd tussen 1654 en 1662, olieverf op doek, 103 x 70 centimeter groot. Het toont een interieur, ogenschijnlijk zonder verder thema. Het werk bevindt zich thans in de collectie van het Louvre te Parijs.

## Context
In 1640 verhuisde Van Hoogstraten van Dordrecht naar Amsterdam en trad daar in de leer bij Rembrandt. In het vroege werk van Van Hoogstraten is de invloed van Rembrandt dan ook duidelijk aanwezig, maar later ontwikkelde hij een eigen stijl en maakte vooral naam door zijn innovatieve behandeling van interieurs. Hij was een meester in het perspectief. De grondprincipes daarvan legde hij later uit in zijn lijvige Inleyding tot de hooge schoole der schilderkonst (1678), op basis van geometrische regels, met tegelschilderen als belangrijkste basisoefening.

## Diepte
De pantoffels is een typerend voorbeeld van de manier waarop Van Hoogstraten de karakteristieke Nederlandse tegelvloeren gebruikte om diepte te suggereren. De diepte in het werk wordt verder benadrukt door de wijkende vlakken, met een contrasterende afwisseling van licht met schaduw, repeterend gekaderd door de lijst (die daarmee integraal deel uitmaakt van het kunstwerk) en de twee deurposten, toewerkend naar het rechthoekige schilderij aan de achterste wand. Door de halfopen deur en de illusie van diepte krijgt de kijker het idee zelf in de deuropening te staan, als een trompe-l'oeil.

## Thema
Het schilderij lijkt geen uitgesproken thema te hebben. Diverse eigenaars leken het daar moeilijk mee te hebben, getuige een aantal latere toevoegingen: in de loop van de negentiende eeuw werden een hondje en een zittend meisje aangebracht, louter als extra motief. Ook werd later de (overigens niet onwaarschijnlijke) datum 1658 aangebracht en een valse handtekening van Pieter de Hoogh, klaarblijkelijk om de status en waarde te vermeerderen. Restaurateurs hebben deze toevoegingen later allemaal vakkundig verwijderd en het schilderij weer teruggebracht in de originele staat.

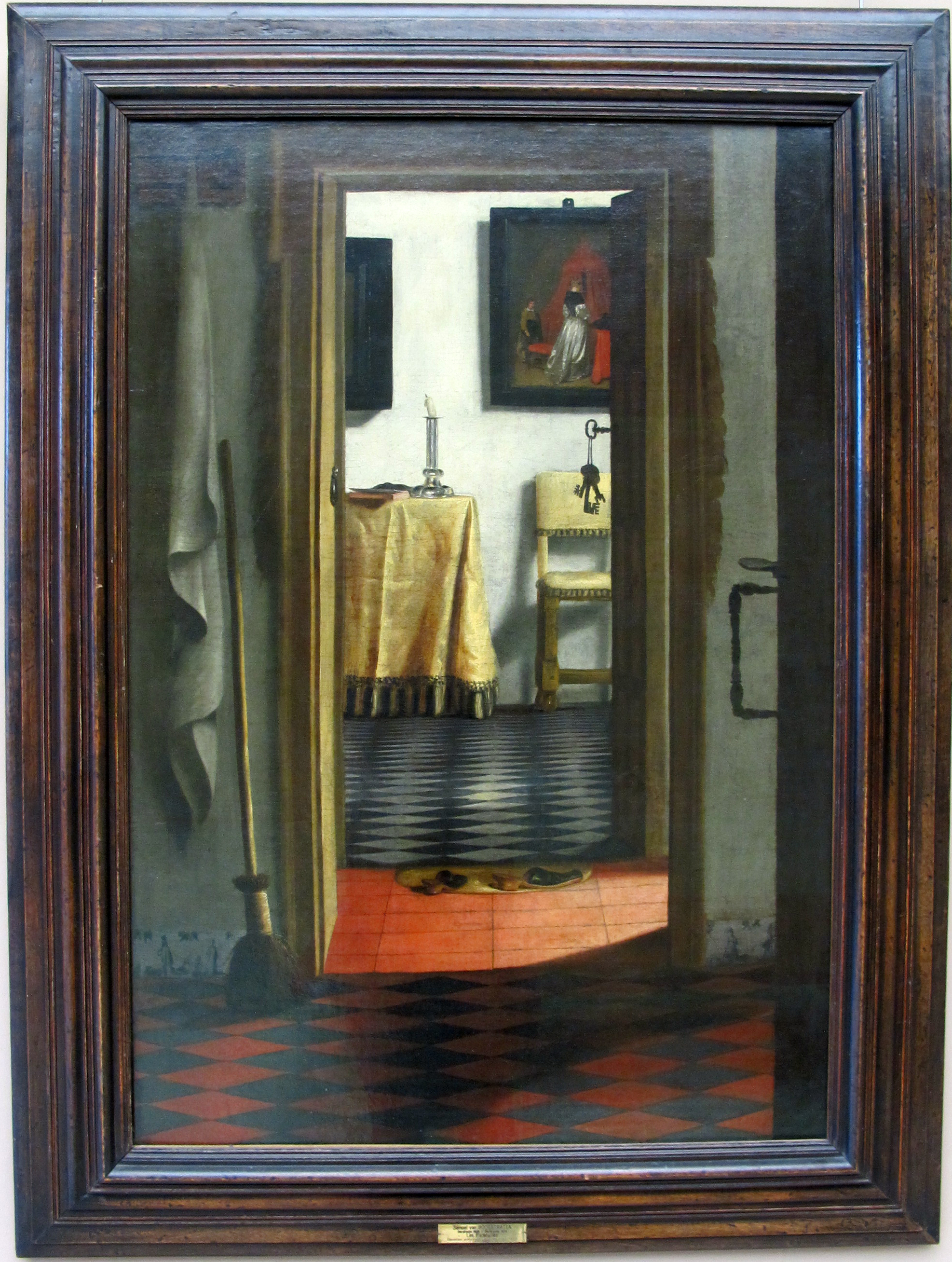
Het schilderij in de lijst.

Overigens kan de vraag worden gesteld of het schilderij werkelijk geheel zonder thema is. Van Van Hoogstraten is bekend dat hij vaak werkte met suggestieve motieven en symbolische betekenissen van details, die zijn werken vaak een verholen boodschap meegaven. Ook in De pantoffels lijken diverse details een suggestieve betekenis te hebben. De weggezette bezem, de haastig uitgeworpen pantoffels en het opengeslagen boek, wijzen erop dat bezigheden zijn onderbroken en dat er net buiten het zicht iets gaande moet zijn, wellicht een amoureus avontuurtje. Kunsthistoricus Stephen Farting wijst erop dat dergelijke licht moraliserende taferelen in de tijd dat het werk geschilderd werd meestal onmiddellijk begrepen werden. Tegenwoordig wordt het werk vooral geroemd om zijn bijna poëtische kalmte.